# Ratolí marsupial cuablanc
El ratolí marsupial cuablanc (Sminthopsis granulipes) és una espècie de Sminthopsis originària d'Austràlia. Té una mida corporal mitjana de 126-168 mm, una llargada del musella l'anus de 70-100 mm, una cua de 56-68 mm i un pes que varia entre 18 i 35 grams. La cua sol estar inflada a la base, sent marró a prop de l'anus i blanca a prop de la punta.